# Telekgerendás
Telekgerendás – wieś i gmina w południowo-wschodniej części Węgier, w pobliżu miasta Békéscsaba.
Miejscowość leży na obszarze tzw. Kraju Zacisańskiego (węg. Tiszántúl), będącego częścią Wielkiej Niziny Węgierskiej. Administracyjnie należy do powiatu Békéscsaba, wchodzącego w skład komitatu Békés i jest jedną z jego 5 gmin.